# Pierre d'Ailly
Pierre d'Ailly (latinsko Petrus Aliacensis, v Italiji znan kot Petrus de Alliaco), francoski teolog, kardinal in astrolog, * 1350, Compiègne, Francija, † 9. avgust 1420, Avignon. 

## Življenje
Rodil se je v mestu Compiègne (Francija) v uspešni in premožni družini. D'Ailly je študiral na Parizu na Collège de Navarre in magistriral leta 1368. Leta 1375 je na Sorboni predaval Sentence Petra Lombardskega leta 1375 in bil naklonjen Ockhamovemu učenju. Leta 1381 je promoviral iz teologije in cerkvenega prava. V letu 1384 je začel poučevati na fakulteti in kasneje postal kancler univerze ter spovednik kralja Karla VI..
Njegov največji pečat v zgodovini pa je zaznamovala njegova vloga v Zahodnem razkolu, obdobju od leta 1378 do 1417, v katerem sta se dva papeža potegovala za papeški naslov, ki sta imela v več deželah svoje pripadnike. Leta 1409 se je pojavil še tretji papež. Na koncu je bil to spor med rimskim, avignonskim in pisanskim papežem. Medtem je bil katoliški svet tiste dobe zelo zmeden in ni vedel, kdo je legitimnem papež.
D’Ailly je igral vidno vlogo na koncilu v Pisi (1409), ki je razglasil novega rimskega papeža Gregorja XI., ki je kmalu po tem umrl. Nasledil ga je papež Janez XXII.. Janez  je d’Aillyja leta 1411 povišal v kardinala. Zahodnega razkola pa še vedno ni bilo konec saj so bili zdaj namesto dveh papežev, trije papeži. D’Ailly je predlagal sklic novega koncila v Konstanci, ki je bil sklican med letoma 1414 in 1418. V zasedanju tega sveta je imel d’Ailly velik vpliv. Svet je zahteval abdikacijo (ko papež javno oznani, da se je odrekel prestolu) pisanskega papeža Janeza XXII., ta pa je najprej pobegnil s koncila in kmalu umrl. Po odstavitvi vseh treh papežev in izvolitvi novega papeža Martina V. se je d’Ailly preselil v Avignon, kjer je leta 1420 umrl.

## Delo
Kljub temu da je pomen Pierra d'Aillyja nesporen v zgodovini svojega stoletja, je morda nekoliko manj v filozofiji. Je neutrudljiv pisatelj, kateremu je pripisanih najmanj 174 del (knjig, razprave, pisma, pridige, ki zajemajo široko paleto predmetov). Mnogo njegovih idej so zavrgli protestanti, saj se niso skladale z načeli njihovih reform. Tudi znanost je privlačila njegovo pozornost. Postavljal si je mnoga tako znanstvena kot tudi astrološka vprašanja kot so reforma koledarja in druge. Predlagal je reformo za odpravo razmaka med koledarskim in astronomskim letom, vendar je imela  Cerkev v tistem  času druge nujne težave, zato je to reformo sprejel papež Gregor XIII. šele leta 1582. Njegova dela so začeli tiskati šele na koncu 15. stoletja.
Med d'Aillyjeva pomembna dela lahko štejemo številne spise o znanosti (predvsem s področja kozmografije), med katerimi je njegovo najbolj znano geografsko in enciklopedično delo Imago mundi (izšel okoli leta 1410). Zdi se, da je osmo poglavje tega njegovega dela pustilo velik vtis na Krištofu Kolumbu.

### Filozofija in teologija
D'Aillyjevo najbolj zanimivo delo na področju teologije in filozofije je njegov komentar k Sentencam Petra Lombardskega (Quæstiones super Sententias), v katerem podaja dogme vere logični analizi, pri čemer se opira predvsem na njegove predhodnike Vilijema Ockhama, Jeana de Mirecourta in Gregorija iz Riminija. Ponovno poda razlike med absolutno močjo Boga (omejeno le z načelom ne-protislovja) in njegovo naročeno močjo (v skladu s svetom, ki ga želi). Torej obstajajo absolutni dokazi, ki so v majhnem številu in pogojeni dokazi, ki so vedno podvrženi možnemu posredovanju absolutne božanske moči. 
Večina njegovih spisov je povezanih z Zahodnim razkolom in cerkveno reformo (npr. Tractatus de materia concili igeneratis in Ecclesiae Reforming Tractatus). V njih je zagovarjal, da bi o cerkvenih zadevah odločal svet kardinalov in ne le papež sam. 

### Astrologija
Po drugi strani pa je bil Pierre d'Ailly, za razliko od njegovega učitelja Nikolaja Oresmeja in njegovega učenca Jeana Gersona, prepričan o astralnem vplivu na potek dogodkov. Zanašal se je na teorijo velikih veznikov, da bi pokazal povezavo med astrologijo in zgodovino na eni strani, ter med astrologijo in teologijo na drugi strani. Njegova Tractatus de concordantia theologie et astronomie, ki je nastala leta 1414 v Tulu, se ukvarja z odnosom med astrologijo in teologijo.
Po njem je imenovan krater na Luni Aliacensis.

### Dela
- Quaestiones super librosSententiarum (1376–1377)
- Petrus de Alliaco Questiones super primum, tertium et quartum librum Sententiarum,
- Ymago Mundi de Pierre d'Ailly, Edmond Burton (ed.),
- De concordia astronomice veritatis et narrationis historice (1414),
- Tractatus de concordantia theologie et astronomie (1414),
- Destructionesmodorumsignificandi, L. Kaczmarek (ed.),
- Tractatus de anima, O. Pluta (ed.), in Die philosophische Psychologie des Peter von Ailly,
- Tractatus super De consolatione philosophiae, M. Chappuis (ed.),
- Conceptus et insolubilia
- Concepts and Insolubles: An Annotated Translation
- Destructions modorum significandi. Conceptus et insolubilia
- Tractatus exponibilium